# Beichuaniidae
De Beichuaniidae zijn een familie van uitgestorven tweekleppigen uit de orde Megalodontida.